# ريتا كيلي
ريتا كيلي (بالإنجليزية: Rita Kelly)‏ هي مؤلفة وكاتِبة وشاعرة أيرلندية، ولدت في 1953.